# Huize Padua

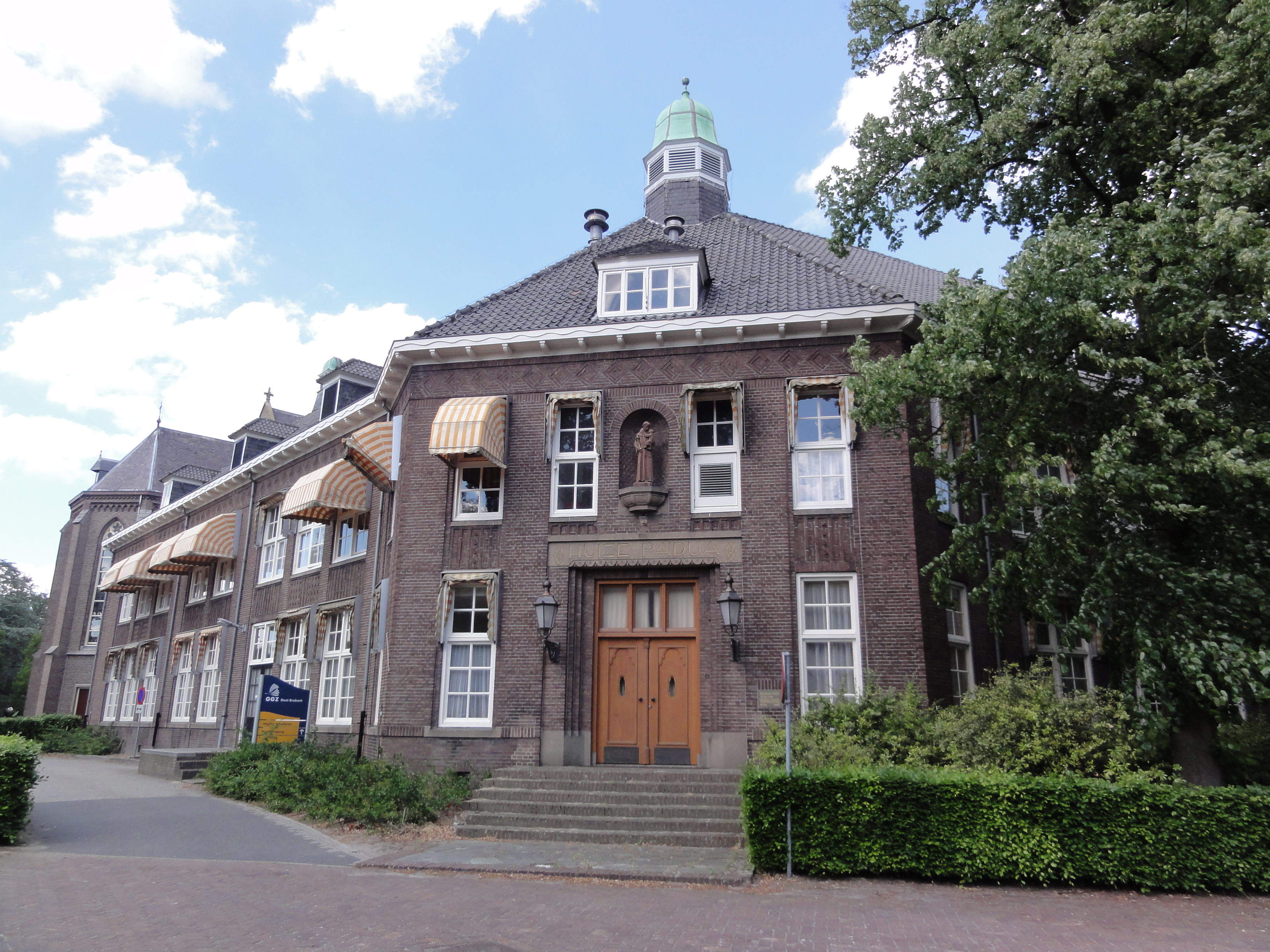
Huize Padua (ggz-instelling), entree gebouw Kraanmeer.

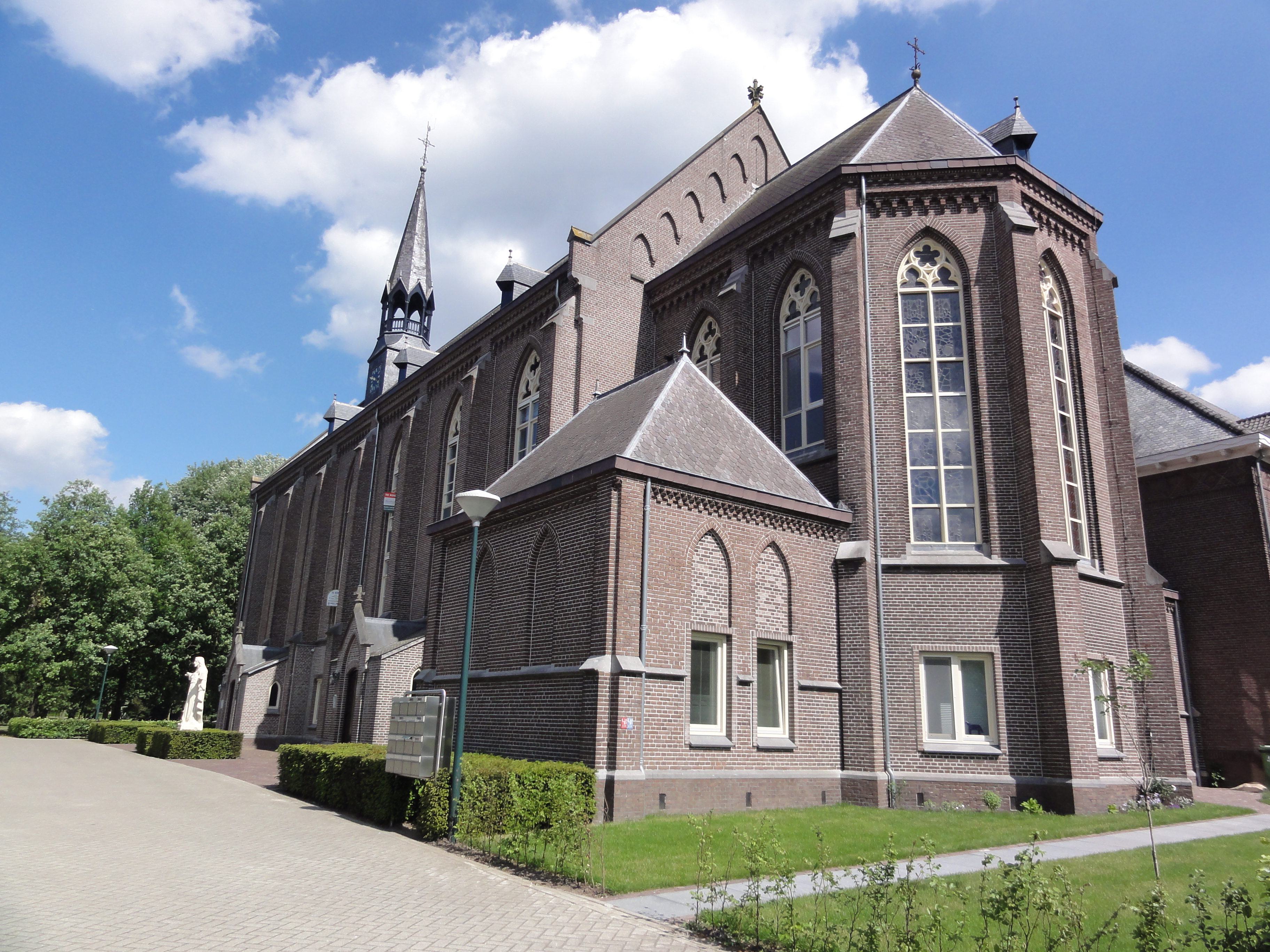
Huize Padua, kapel

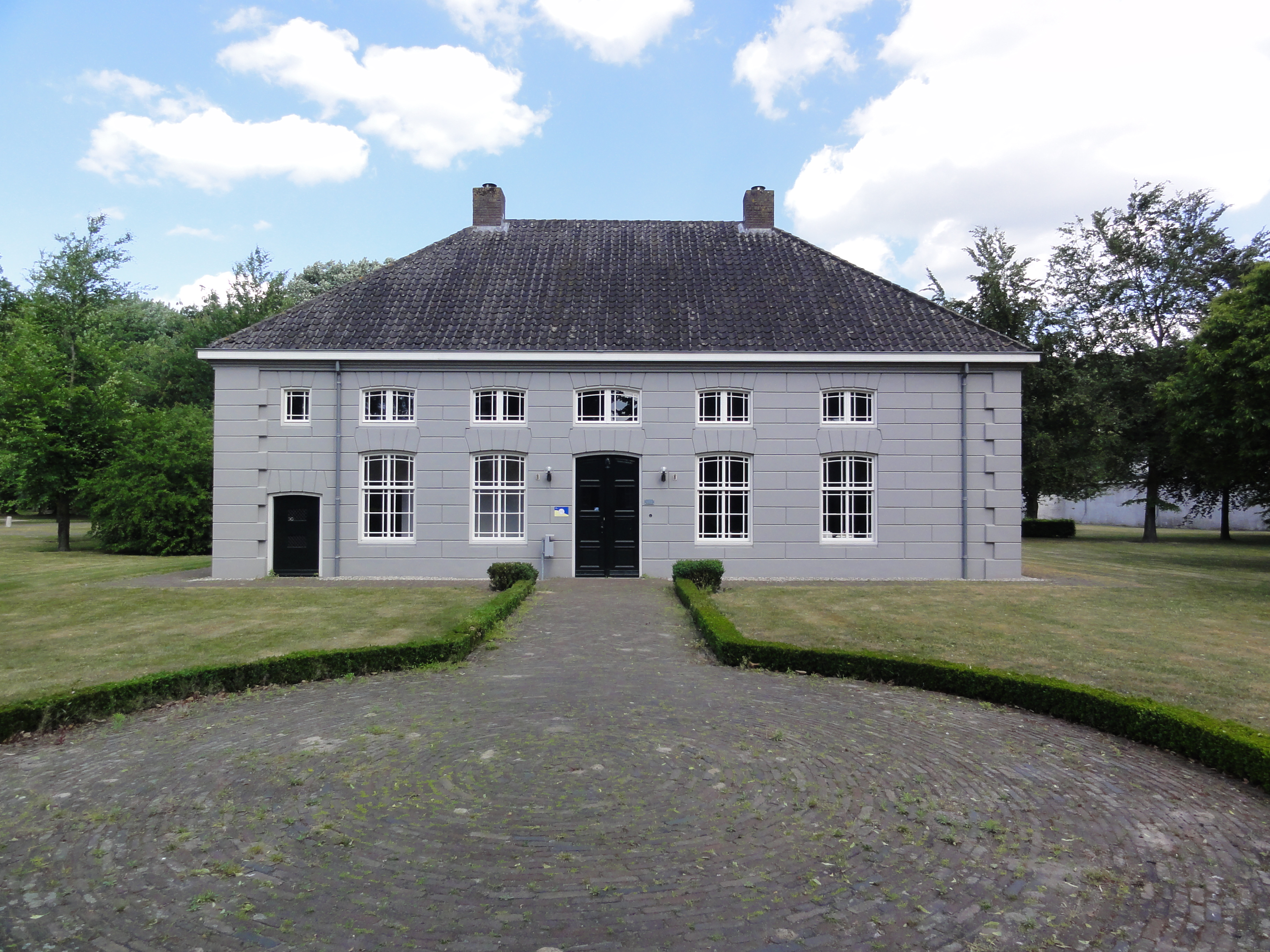
Huize Padua-museum De Kluis

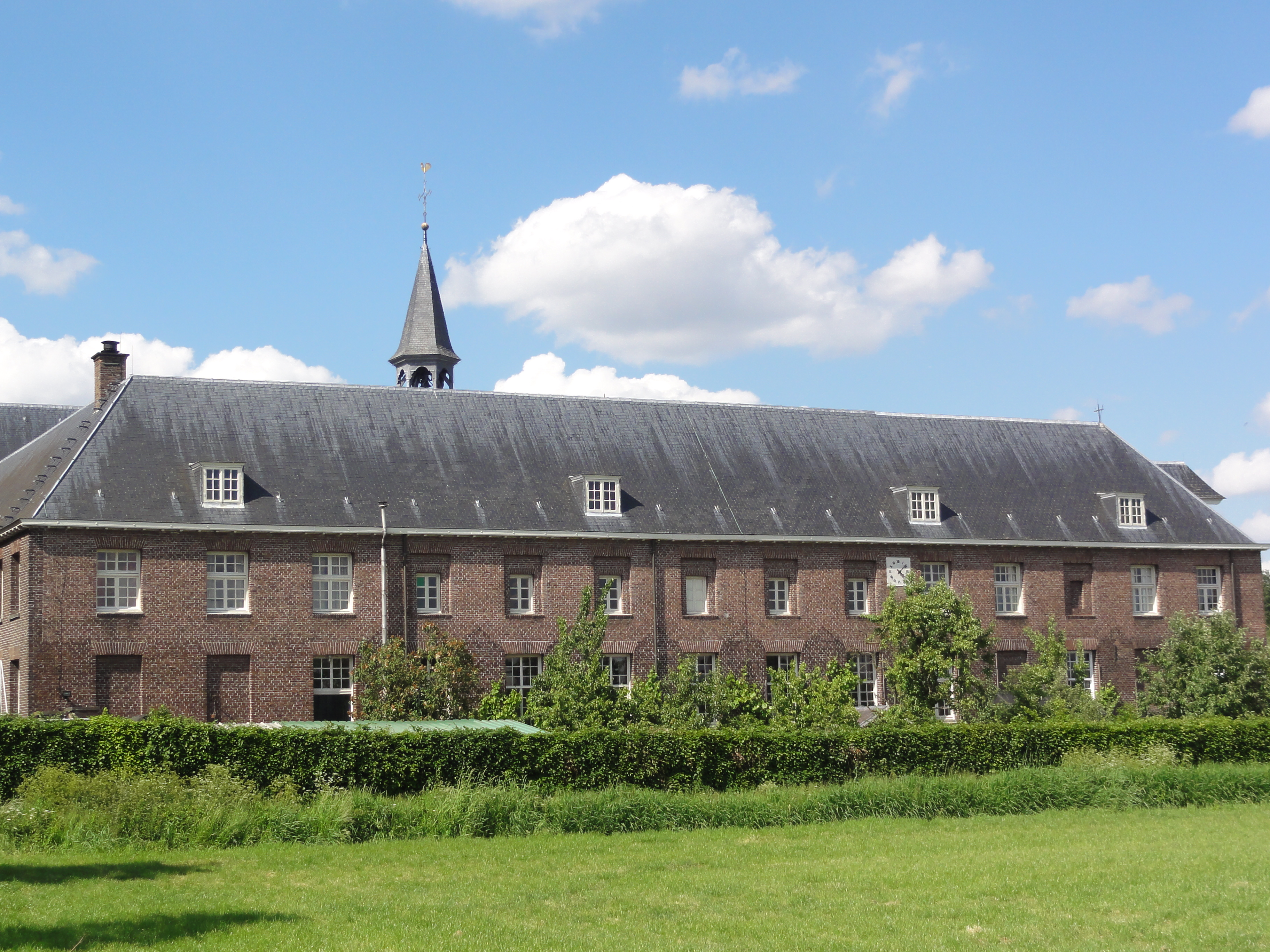
Handel, kapucijnenklooster, grenzend aan Huize Padua

Huize Padua is een buurtschap in de gemeente Boekel in de Nederlandse provincie Noord-Brabant. Het is vernoemd naar de religieuze instelling die er in 1742 werd gevestigd. In de negentiende eeuw werd dit een gesticht voor psychiatrische patiënten dat in de eenentwintigste eeuw deel ging uitmaken van GGZ Oost-Brabant. De instelling Huize Padua bood in 2005 onderdak aan ongeveer 500 patiënten.

## Geschiedenis
De geschiedenis van Huize Padua voert terug tot het eind van de 17e eeuw, toen zich in 1694 in het nabijgelegen Handel een kluizenaar vestigde, Hogaert Verhofstad geheten, die tevens koster was in de Handelse kapel. Hij trad in 1708 toe tot de Broeders Penitenten. Hij was ook boekbinder, hostiebakker en vervaardiger van ex voto's. In 1719 overleed hij en werd hij begraven voor de Mariatroon in de Handelse kerk, wat een grote eer was.
In 1723 kwamen Daniël Vervest (Daniël de Brouwer), Peter Moescops en Peter Teurlings naar Handel en gingen wonen in het huisje van Hogaert Verhofstad om in 1734 naar Huis Bloemendael, eveneens te Handel. Ze waren koster van de kapel aldaar en beoefenden ambachten als brouwen, kaarsen maken en het vervaardigen van ex voto's. Omstreeks 1725 begonnen ze met het geven van onderwijs, ook aan aanzienlijke Hollandse families, aangezien dezen in Holland geen katholiek onderwijs mochten ontvangen.
Nu was het zo dat in het soevereiniteitsverdrag van 1662 was opgenomen dat in de Rijksheerlijkheid Gemert, naast de Duitse Orde geen kloostergemeenschappen mochten bestaan die groter waren dan vijf personen. Men begon druk op de gemeenschap uit te oefenen en vond dat de landscommandeur van de Duitse Orde moest optreden met de spoedighste en efficaeste middelen, al was het met den stercken arm. Hoewel deze het niet deed vertrok de kloostergemeenschap niettemin, en wel een kilometer noordwaarts, aan de noordzijde van de Landmeerse Loop, in het gebied dat tot Boekel behoorde. Dit was onderdeel van het Land van Ravenstein, waar volledige godsdienstvrijheid heerste.
In 1742 werd hier het Huize Padua gesticht. De gemeenschap hield zich met dezelfde zaken bezig als voorheen, namelijk onderwijs, kosteren, hosties bakken, kaarsen maken, brouwen en de land- en tuinbouw. In 1826 begon men met krankzinnigenzorg. Dit groeide uit tot een instituut voor behandeling van psychiatrische patiënten. Van hier uit werden nog zes andere dergelijke instituten gesticht, waaronder:
- Huize Assisië te Udenhout (later Stichting Prisma)
- de Hartekamp te Heemstede
- de Lathmer te Wilp (later ZoZijn)
- de St. Joseph Stichting te Apeldoorn (opgegaan in GGNet)
- Piusoord in Tilburg (later Amarant).

De Broeders Penitenten trokken zich in de loop van de jaren 60 geleidelijk terug uit de psychiatrische zorg en droegen dit over aan seculiere instellingen. Huize Padua werd een locatie van GGZ Oost-Brabant. De broeders hebben daarna nog een tijd lang in een huis Nieuw Bloemendael gewoond, dat zich vlak naast de kerk van Handel bevond. In 2003 trokken de inmiddels hoogbejaard geworden broeders ook daar weg om in bejaardentehuizen opgenomen te worden.

## Inrichting Huize Padua
Het hoofdgebouw van de inrichting stamt uit 1923 en heeft een monumentale ingang met daarboven een beeld van Antonius van Padua. Ten noorden hiervan bevindt zich de Onze-Lieve-Vrouwekapel. Achter deze gebouwen bevindt zich een ruim wandelpark waarin zich een aantal monumentale bomen bevinden. Dit park gaat over in een wandelbos waar vooral dennen en Amerikaanse eik zijn geplant. Naast enkele oudere gebouwen van de inrichting zijn er ook moderne paviljoens te vinden.

## Museum
Het museum De Kluis bevindt zich in een ouder gebouw dat zich ten zuiden van het hoofdgebouw bevindt. De erin tentoongestelde voorwerpen geven een beeld van de geschiedenis van de psychiatrie in Nederland en in het bijzonder die van Huize Padua. Ook aan de geschiedenis van de Broeders Penitenten, die Huize Padua hebben gesticht, wordt aandacht geschonken.

## Mariakapel
Tegenover Huize Padua bevindt zich een bakstenen kapelletje dat tussen 1763 en 1778 is gebouwd door Petrus Kooymans, de derde opvolger van Daniël de Brouwer. In 1871 is het gerestaureerd met steun van de Hertogin van Arenberg die in Edingen woonde. Toen werd er om het bestaand kapelletje een nieuw gebouwd. Het beeld, een Moeder van Smarten, werd beschilderd. Het werd vervangen door een veelkleurig geglazuurd reliëf van Onze-Lieve-Vrouw van Altijddurende Bijstand. Het kapelletje is een diepe nis, afgedekt door een zadeldak dat met pannen is bedekt.

## Kapucijnenklooster
Het voormalig Kapucijnenklooster, hoewel formeel tot de gemeente Gemert-Bakel behorend, ligt direct ten zuiden van Huize Padua en is vanuit de historie nauw verbonden met het psychiatrisch ziekenhuis aldaar.
Dit klooster is opgericht op initiatief van de pater Petrus van Oorschot, de rector van de Broeders Penitenten te Huize Padua. Hij trachtte geldelijke steun voor dit project te verwerven en werd daarom wel Peter Schooi genoemd.
Het was het tweede Kapucijnenklooster in Nederland, het eerste staat in Velp. Van 1848 tot 1852 is eraan gewerkt. De Kapucijnen hadden als opdracht om de geestelijke verzorging van de bewoners van het ziekenhuis, dat toen nog betiteld werd als bewaarplaats voor krankzinnigen, op zich te nemen. Ze ondersteunden ook de Mariadevotie te Handel en ook naar hun eigen kloosterkerk lokten ze de bedevaartgangers met de verering van de heilige Donatus.
In 1984 vertrokken de Kapucijnen en kwam er de Ark-gemeenschap De Weijst voor in de plaats. Deze, naar het bodemkundige wijstverschijnsel genoemde, leefgemeenschap kenmerkt zich door een sobere leefwijze die geïnspireerd is door Mahatma Gandhi. Ze heeft niet alleen het klooster hersteld maar het ook in vrijwel oorspronkelijke staat gelaten, inclusief het meubilair en het indrukwekkende uurwerk dat ooit via een ingenieus mechanisme alle klokken in het klooster deed lopen. Sinds 1992 begeleidt De Weijst, in samenwerking met Kinderbescherming en Reclassering, ook de uitvoering van taakstraffen door delinquenten.
Het aanzienlijke pand is in carrévorm gebouwd en op de binnenplaats daarvan was vroeger de begraafplaats van de paters. Er werden ook ambachten beoefend, dus waren er werkplaatsen, een broodbakkerij enzovoorts. Veel van deze ambachten worden ook door de huidige gemeenschap weer beoefend.

## Natuur en landschap
Ten oosten van Huize Padua liggen enkele stukken bos, waarna het landschap in een Peelontginning over gaat.
Ten westen van Huize Padua ligt een dekzandrug die zich van noord naar zuid van Boekel naar Handel uitstrekt. Deze dekzandrug is voornamelijk met Grove den beplant en toont hier en daar, vooral in noordelijke richting, een aanzienlijk reliëf (tot tien meter). Daar zijn ook hakhoutrelicten te vinden. Ter hoogte van Huize Padua breekt de Landmeerse Loop door de dekzandrug. Dit riviertje is hier niet gekanaliseerd.
Er is een fietspad door het bos en er zijn ook wandelingen uitgezet die eveneens de voortzetting van de bossen bij Handel en het daar aanwezige bezoekerscentrum aandoen.

## Nabijgelegen kernen
Handel, Boekel, Venhorst